# Потась, Вера Леонтьевна
Вера Леонтьевна Потась (Сова) (6 июня 1928, село Разумовка, теперь Запорожского района Запорожской области — 11 сентября 2011, город Запорожье Запорожской области) — советский новатор сельскохозяйственного производства, звеньевая колхоза имени Орджоникидзе Верхнехортицкого района, агроном Беленьковской МТС Верхнехортицкого района Запорожской области. Депутат Верховного Совета УССР 4-го созыва. Герой Социалистического Труда (28 февраля 1949).

## Биография
Родилась 6 июня 1928 года в селе Разумовка Запорожского округа в крестьянской семье Леонтия Совы. В возрасте шестнадцати лет, в годы Великой Отечественной войны, после освобождения Запорожской области, с 1944 года начала свою трудовую деятельность. Работала ездовой, звеньевой в колхозе имени Орджоникидзе Верхне-Хортицкого района Запорожской области Украинской ССР. В эти  же годы направлялась на восстановление Днепровской гидроэлектростанции (Днепрогэса) в городе Запорожье.
В 1948 году звено Веры Совы собрало урожай подсолнечника 25,1 центнера с гектара на площади 10 гектаров. Собирала также высокие урожаи кукурузы.
Указом Президиума Верховного Совета СССР от 28 февраля 1949 года за получение высоких урожаев пшеницы, подсолнечника и семян люцерны при выполнении колхозами обязательных поставок и контрактации по всем видам сельскохозяйственной продукции, натуроплаты за работу МТС в 1948 году и обеспеченности семенами всех культур в размере полной потребности для весеннего сева 1949 года, Вере Леонтьевне Сова присвоено звание Героя Социалистического Труда с вручением ордена Ленина и золотой медали «Серп и Молот».
В 1954 году завершила обучение в Ногайском сельскохозяйственном техникуме. Во время учёбы в техникуме отметилась на уборке хлопка в колхозах Приморского района Запорожской области. С 1954 по 1955 годы трудилась в должности агронома Беленьковской машинно-тракторной станции Верхне-Хортицкого района Запорожской области. Член ВЛКСМ.
В 1957 году окончила Ленинградский институт прикладной зоологии и фитопатологии, получила специальность агронома-энтомолога.
С 1958 по 1984 годы работала агрономом, экономистом, а затем инженером информационно-диспетчерского пункта управления «Райсельхозтехника» Запорожского района Запорожской области. В 1984 году вышла на заслуженный отдых.
Избиралась депутатом Верховного Совета Украинской ССР 4-го созыва (в 1955-1959 годах).
Проживала в городе Запорожье. Умерла 11 сентября 2011 года.

## Награды
- Герой Социалистического Труда (28.02.1949)
- орден Ленина (28.02.1949)
- медаль «За трудовую доблесть» (27.02.1948)
- медали
- почётная грамота ЦК ЛКСМУ

## Память
- В селе Разумовка, в 2015 году, на здании сельского совета установлена мемориальная доска Героям Социалистического Труда колхоза имени Орджоникидзе, среди которых есть имя В.Л.Совы (Потась).
- В краеведческом музее села ей посвящён и оформлен стенд.